# Poznań Strzeszyn
Poznań Strzeszyn – przystanek kolejowy w Poznaniu, na granicy osiedli administracyjnych Podolany i Strzeszyn, leżący na linii kolejowej nr 354 (Poznań POD — Piła Główna), wybudowany w 1932, wyremontowany w 2019. Obok znajdowała się także bocznica dla wagonów towarowych.

## Ruch pasażerski
| Rok  | Wymiana pasażerska na dobę |
| ---- | -------------------------- |
| 2017 | 50-99                      |
| 2022 | 150-199                    |

Do wiosny 2008 na przystanku istniał drewniany budynek stacyjny, który został rozebrany z powodu złego stanu technicznego. Położony przy pętli autobusowej Strzeszyn PKM (linie MPK Poznań nr 146, 160 i 168), w dość sporej odległości od właściwych zabudowań osiedla Strzeszyn.